# Фахрутдинов, Ирек Хайруллович
Ирек Хайруллович Фахрутдинов (род. 1933) — советский и российский учёный-авиаконструктор, доктор технических наук (1987), профессор (1985), действительный член (академик) Академии наук Республики Татарстан (АН РТ) (1991), академик Инженерной академии СССР (с 1992 — Российской инженерной академии) (1990) и Международной инженерной академии (1991), Заслуженный деятель науки и техники Российской Федерации (1994) и ТАССР (1981), Лауреат Государственной премии СССР (1984), Почётный авиастроитель (СССР, 1988), Главный конструктор - Генеральный директор Казанского опытно-конструкторского бюро «Союз» (1983—1995), профессор кафедры спецдвигателей КГТУ им. А. Н. Туполева — КАИ (1985).
Организатор разработок и производства ракетных двигателей твёрдого топлива (РДТТ) для ракет системы противоракетной обороны (ПРО), противовоздушной обороны (ПВО), зенитно-управляемых ракет (ЗУР), аэробаллистической ракеты и ракет класса «воздух-воздух», а также сложных изделий машиностроения. Член художников.

## Биография
Отец — Фахрутдинов Хайрулла Исматуллович воевал 1914—1917 гг. на фронтах Первой мировой войны в Российской армии. В годы Гражданской войны служил в Красной армии командиром отряда по борьбе с «зелеными бандами» в Башкирии. Мать, Фахрутдинова Фатыма Шагиевна, была сельской учительницей. В семье было 7 детей.

### Образование
В 1948 году окончил 7 классов школы № 2 г. Казани и поступил в Казанский речной техникум, который закончил в 1952 году. В 1952—1953 гг. — диспетчер, затем прораб — зам. начальник порта Комсомольск Куйбышевгидростроя в г. Ставрополе (ныне г. Тольятти Самарской области). Там же окончил в 1953 году первый курс вечернего филиала Куйбышевского индустриального института при Куйбышевгидрострое и перевёлся на второй курс Казанского авиационного института, где окончил факультет двигателестроения в 1958 году и был направлен на работу в ОКБ-16 (г. Казань), разрабатывавшее авиадвигатели. В 1973 г. защитил кандидатскую диссертацию в Казанском авиационном институте (КАИ), в 1987 г. там же защитил докторскую диссертацию. Доктор технических наук. Профессор. С 1991 года — действительный член Академии наук РТ.

### Авиаконструктор
1958—1996 гг. — работа в ОКБ-16, переименованное в Казанское ОКБ «Союз» (КОКБ «Союз»): инженер-конструктор, начальник конструкторской бригады перспективных разработок, заместитель Главного конструктора (1969 г.), первый заместитель Главного конструктора-руководителя предприятия (1980 г.), Главный конструктор-генеральный директор КОКБ «Союз» (1983—1995). После инфаркта миокарда сердца в мае 1994 г. он подал в отставку, но правительство удовлетворило отставку лишь в январе 1995 г., переведя его научным руководителем КОКБ «Союз».
Принимал личное участие в разработках и руководил разработками и производством более десятка ракетных двигателей твердого топлива (РДТТ), в том числе, для:
— противоракет ракетно-космической обороны страны, вооружения дальних и сверхзвуковых ракетоносцев, в частности, ТУ-22М и дальнего сверхзвукового перехватчика МиГ-31[4]. При этом:
1. — в 1977 году — двигательная установка (ДУ), представляющая собой связку из четырёх РДТТ, в составе противоракеты А-350 и системы А-35М ПРО, принятой на вооружение, а в 1978 — на боевое дежурство;
2. — в 1976 году — конический разгонный РДТТ прошёл успешные летные испытания в составе противоракеты среднего перехвата, разработанной в ОКБ-2 (Генеральный конструктор П. Д. Грушин);
3. — в 1990 году — была принята в опытную экстплуатацию система ПРО Москвы, в состав которой вошли противоракеты дальнего (заатмосферного) перехвата с разгонными РДТТ, созданными Казанским ОКБ «Союз», и др. ;

— Для ПВО систем:
1. — РДТТ к ракете «воздух-воздух» дальнего перехвата авиационной системы ПВО сверхзвукового перехватчика МиГ-31;
2. — двухрежимный РДТТ 9Д131 — для ракет 9М38 ракетно-зенитного комплекса «Бук», а также для комплекса «Ураган» для кораблей Военно-морского флота;
3. — РДТТ 9Д128 первой ступени, оснащенный системой управления вектором тяги (УВТ) и РДТТ 9Д126 второй ступени ракеты 9М82, а также РДТТ 9Д140 (также оснащенной системой УВТ)первой ступени ракеты 9М83 системы ПВО С-300В и др;

В январе 1996 г. по состоянию здоровья переходит на постоянную работу профессором кафедры спецдвигателей КАИ, где до этого с 1975 года работал по совместительству.

### Научно-педагогическая деятельность
Научных трудов — более 250 (в том числе, учебник и книги. перечисленные в Библиографии), авторских свидетельств — около 70, защищенных патентами и авторскими свидетельствами.
Автор книг и учебников: «Ракетные двигатели твердого топлива» (М.: Машиностроение, 1981); «Конструкция и проектирование ракетных двигателей твердого топлива». Учебник. В соавторстве с А. В. Котельниковым. (М.: Машиностроение, 1987); «Лекции по созданию машин» (Казань: Фэн, 1997). Научные статьи были напечатаны в специальных научных журналах и центральных отечественных газетах и журналах. Он — автор ряда учебных пособий, учебных программ и курсов лекций по «Конструкциям и проектированию двигателей летательных аппаратов», «Менеджменту», «Основам художественного конструирования», «Основам энергомашиностроения» «Технической эстетики и дизайна».
С 1975 по 2000 гг. — преподаватель, профессор кафедры спецдвигателей КАИ
Основные направления и результаты научных исследований И. Х. Фахрутдинова — исследования внутренних процессов и напряженно-деформированного состояния авиационных и ракетных двигателей, а также энергетических установок большой мощности. В результате исследований создан ряд новых ракетных двигателей, лазерных установок мощностью свыше 5 киловатт (ЛСУ5, ГДЛ100), передвижной геологоразведывательной установки с электротурбогенератором мощностью 3500 и 5000 киловатт (ЭРТГ), и других образцов новой техники. Проведены исследования неметаллических волокнистых композиционных материалов (стеклопластиков, углепластиков, органопластиков) с целью создания высокоэффективных конструкций с использованием этих материалов. В результате исследований создан ряд изделий специального назначения в ракетной технике и в народном хозяйстве с высокими конструктивными, технологическими и эксплуатационными качествами (в том числе, стеклопластиковых газовых баллонов для большегрузных автомобилей (типа КамАЗ), переводимых на природный газ и др.(см. dic.academic.ru/dic.nsf/enc_biography/27430/).
Осуществил научное руководство в подготовке семнадцати кандидатов технических наук. Организовал в качестве председателя комиссии разработку программы «Антикризисные мероприятия по приоритетным направлениям развития промышленности Республики Татарстан в 1996—2000 годах». Являлся членом Президиума АН РТ, президентом совета директоров НИИ и КБ Татарстана (ассоциации «Наука» РТ), и членом многих научных советов по защите диссертаций.

### Общественная деятельность
1980—1993 гг. — заместитель Председателя Ассоциации экспортеров при Торгово-промышленной палате СССР-России, 1989—2000 гг. — Президент Ассоциации «Наука» (ассоциация вузов, научно-исследовательских и конструкторско-технологических организаций Татарстана). В1996 г. стал председателем правительственной комиссии по разработке программы «Антикризисные мероприятия по приоритетным направлениям развития промышленности РТ (1-й этап).» Программа и план её реализации утверждены Постановлением Кабинета министров РТ от 18 марта 1997 г. № 140.

## Семья
Женат с 1956 года. Жена — Розалия Алеевна Фахрутдинова (урождённая Халикова), дочь Лилия Ирековна Надыршина (Lilia Nadyrshine) (доктор архитектуры), внучка — Айгуль Наилевна Зильм (Angela Zilm), врач, бакалавр медицины и хирургии, г. Аделаида, внук — Бахтияр Наильевич Надыршин (Bakhtiar Nadyrshine), бакалавр медицинской радиографии.

## Награды
- 26 апреля 1971 г. награждён орденом Знак Почёта.
- 26 сентября 1979 г. награждён орденом Трудового Красного Знамени.
- 6 января 1981 г. присвоено почётное звание «Заслуженный деятель науки и техники ТАССР».
- 3 ноября 1984 г. присуждена Государственная премия СССР
- 5 апреля 1988 г. награждён знаком «Почетный авиастроитель» за большой вклад в развитие авиационной промышленности.
- 15 июня 1994 г. присвоено почётное звание «Заслуженный деятель науки и техники Российской Федерации».
- Медали.